# Eublemma dentilinea
Eublemma dentilinea is een vlinder van de familie van de spinneruilen (Erebidae). De wetenschappelijke naam van deze soort is voor het eerst voorgesteld als Plecoptera dentilinea door George Francis Hampson in een publicatie uit 1926.
De soort komt voor in Burkina Faso, Nigeria en Oeganda.